# Стівен Шварцман
Стівен Шварцман (англ. Stephen Allen Schwarzman; нар. 14 лютого 1947) — американський бізнесмен і інвестор. Керівник інвестиційної компанії Blackstone Group. Фінансовий стан Шварцмана за даними журналу Forbes складає 7.7 млрд дол.

## Ранні роки та освіта
Стівен Шварцман народився в сім'ї американських євреїв в місті Хантингдон Веллі (англ. Huntingdon Valley), штат Пенсільванія. Батьки: Арлін і Джозеф Шварцман. Батько володів Schwarzman's — магазином, який торгував білизною та посудом.
У 1965 році Шварцман закінчив Абінгтонську школу. У 1969 році закінчив Єльський університет. Під час навчання був членом студентського товариства «Череп і кістки». Заснував «Девенпорське товариство любителів балету» і організував танцювальний фестиваль за участю студенток із сусідніх жіночих коледжів.
Пізніше Шварцман вступив до Гарвардської школи бізнесу, яку закінчив в 1972 році.

## Кар'єра
Кар'єра Стівена Шварцмана у фінансовій сфері почалася в нині неіснуючому інвестиційному банку Donaldson, Lufkin & Jenrette. Після закінчення бізнес-школи Шварцман отримав запрошення на роботу від інвестиційних банків Lehman Brothers і Morgan Stanley. Він обрав Lehman Brothers, де до 31 року дослужився до посади керуючого директора.
В результаті Шварцман очолив підрозділ злиттів та поглинань Lehman Brothers. У 1985 році Шварцман разом зі своїм начальником Пітером Петерсоном заснував компанію Blackstone, яка спочатку спеціалізувалася на злиттях та поглинаннях.
У 2007 році Стівен Шварцман увійшов до списку 100 найвпливовіших людей світу за версією журналу Time.
У 2011 році Шварцман зайняв 52-е місце в списку 400 найбагатших американців за даними журналу Forbes, який оцінив його стан в 4,7 млрд доларів.
Шварцман ад'юнкт-професор Школи менеджменту Єльського університету і Голова опікунської ради John F. Kennedy Center for the Performing Arts.1 березня 2008 року Шварцман оголосив про те, що він виділить 100 млн доларів на розширення Нью-Йоркської публічної бібліотеки, в опікунській раді якої він перебуває. Одна з будівель бібліотеки на розі 42-ї вулиці і 5-й авеню тепер носить ім'я Стівена Шварцмана.

## Особисте життя
Стівен Шварцман зустрів свою першу дружину Еллен Філіпс під час навчання у Гарвардській школі бізнесу, де вона працювала в якості дослідника. Вони вступили в шлюб в 1971 році і розлучилися в 1990 році. У цьому шлюбі народилося двоє дітей:
- Елізабет (народилася в 1976 році) у 2005 році вийшла заміж за Ендрю Кертіса Райта[20].
- Едвард Франк (народився в 1979 році) у 2007 році одружився з Еллен Марі Зайяц)[21].

У 1995 році Стівен Шварцман одружився з Крістін Херст (юрист, який спеціалізується на захисті інтелектуальної власності). Крістін Херст до цього була одружена з онуком легендарного медіамагната Рендольфа Херста Остіном. У Крістін Херст є дитина від попереднього шлюбу.